# Смилевскиот конгрес
„Смилевскиот конгрес” је југословенски и македонски ТВ филм из 1973. године. Режирао га је Душко Наумовски а сценарио је написао Славко Димевски.

## Улоге
| Глумац             | Улога                  |
| ------------------ | ---------------------- |
| Драги Костовски    | Даме Груев             |
| Стево Спасовски    | Борис Сарафов          |
| Димитар Гешоски    | Анастас Лозанчев       |
| Мите Грозданов     | Никола Карев           |
| Вукан Диневски     | Славејко Арсов         |
| Мето Јовановски    | Тодор Попхристов       |
| Димче Мешковски    | Никола Петров Русински |
| Ђоре Ивановски     | Ђорђи Сугарев          |
| Кирил Ристоски     | Васил Чакаларов        |
| Кирил Андоновски   | Пандо Кљашев           |
| Љубиша Трајковски  | Ђорђи Ћуран            |
| Димитар Станковски | Јордан Пиперката       |
| Димитар Костов     | Параскев Цветков       |
| Петре Арсовски     | Петар Ацев             |
| Ђорђи Колозов      | Христо Узунов          |

Остале улоге ▼
| Глумац             | Улога |
| ------------------ | ----- |
| Ратка Чоревска     |       |
| Борис Чоревски     |       |
| Мара Георгиева     |       |
| Јосиф Јосифовски   |       |
| Панче Камџик       |       |
| Душан Костовски    |       |
| Методија Марковски |       |
| Томе Моловски      |       |
| Кирил Псалтиров    |       |
| Ацо Стефановски    |       |
| Димче Стефановски  |       |
| Станко Стоилков    |       |
| Димитар Зози       |       |